# 広島県道426号太郎丸吉舎線
広島県道426号太郎丸吉舎線（ひろしまけんどう426ごう たろうまるきさせん）は、広島県三次市を通る一般県道である。

## 概要
三次市甲奴町太郎丸から三次市吉舎町三玉（みたま）に至る。

### 路線データ
- 起点：三次市甲奴町太郎丸（広島県道51号甲山甲奴上市線上）
- 終点：三次市吉舎町三玉（国道184号交点）

## 路線状況
起点側からたどった場合、前半は狭い山道が断続的に続くが、後半は一転して2車線の走りやすい道となっている。

### 重複区間
- 広島県道51号甲山甲奴上市線（三次市甲奴町太郎丸（起点） - 三次市甲奴町抜湯（ぬくゆ））
- 広島県道425号梶田三良坂線（三次市吉舎町安田）

## 地理

### 通過する自治体
- 三次市

### 交差する道路
| 交差する道路                            | 交差する場所         | 交差する場所 |
| --------------------------------------- | -------------------- | ------------ |
| 広島県道51号甲山甲奴上市線 重複区間起点 | 甲奴町太郎丸         | 起点         |
| 広島県道51号甲山甲奴上市線 重複区間終点 | 甲奴町抜湯（ぬくゆ） |              |
| 広島県道425号梶田三良坂線 重複区間起点  | 吉舎町安田           |              |
| 広島県道425号梶田三良坂線 重複区間終点  | 吉舎町安田           |              |
| 広島県道223号吉舎停車場線               | 吉舎町三玉（みたま） |              |
| 国道184号                               | 吉舎町三玉           | 終点         |

### 交差する鉄道
- 福塩線

### 沿線
- JR西日本福塩線
  - 備後安田駅 - 吉舎駅
- 三次市立吉舎小学校